# 慈山寺

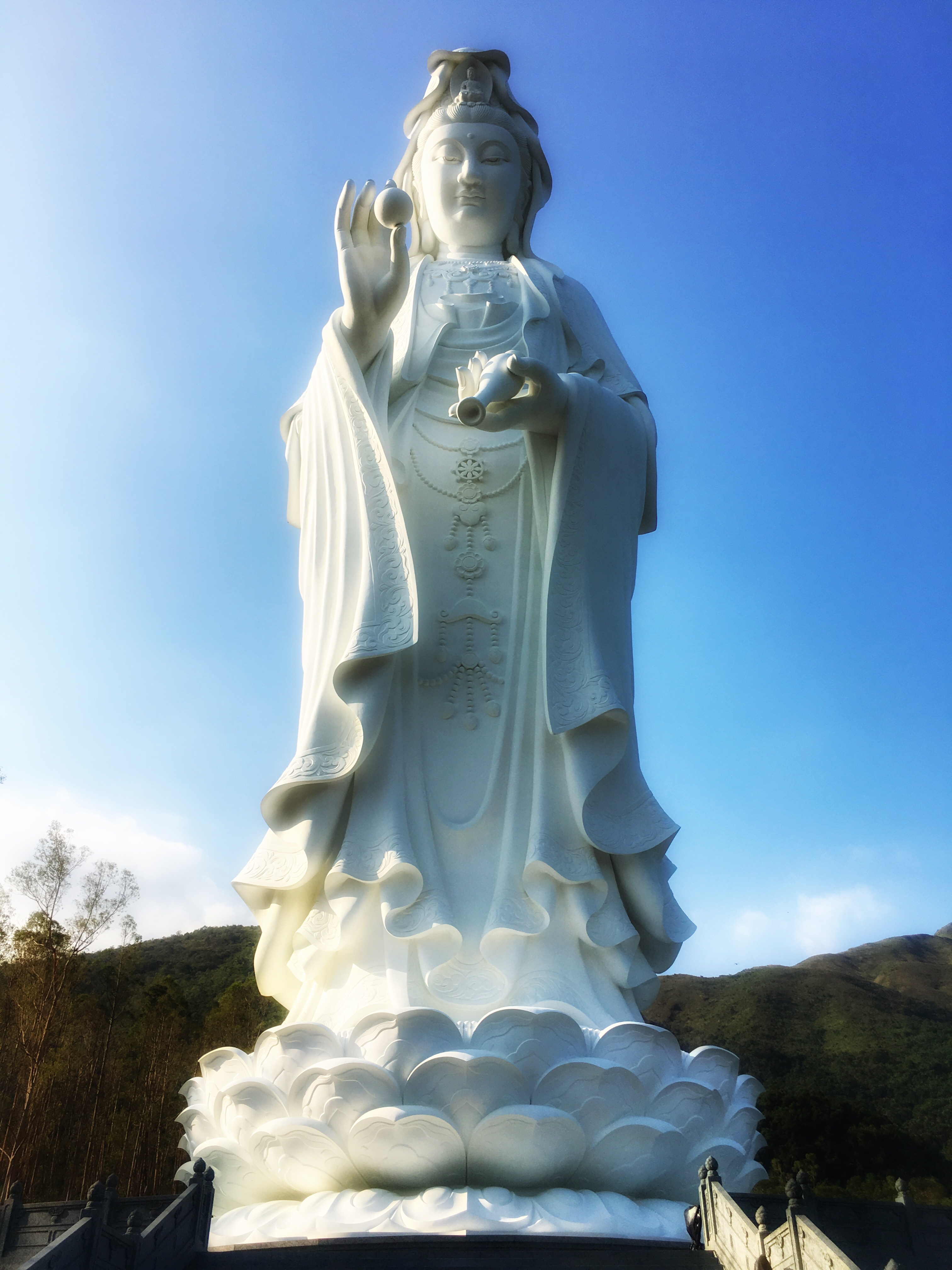
76米高的素白觀音像：右手持如意寶珠，左手持淨瓶。

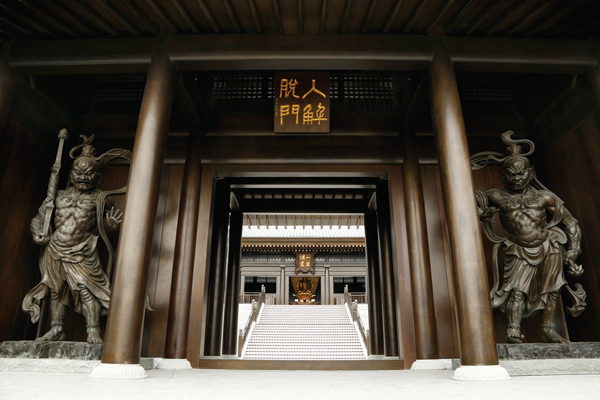
香港慈山寺的山門的金刚力士- 密迹金剛像（右） 和那羅延金剛像 （左）

慈山寺為香港著名寺廟，其位於大埔洞梓，背依八仙嶺、面向船灣淡水湖，佔地約五十萬平方呎，於2003年由香港富商李嘉誠出資興建，歷時十二年方於2015年4月竣工並向公眾開放。

## 設施

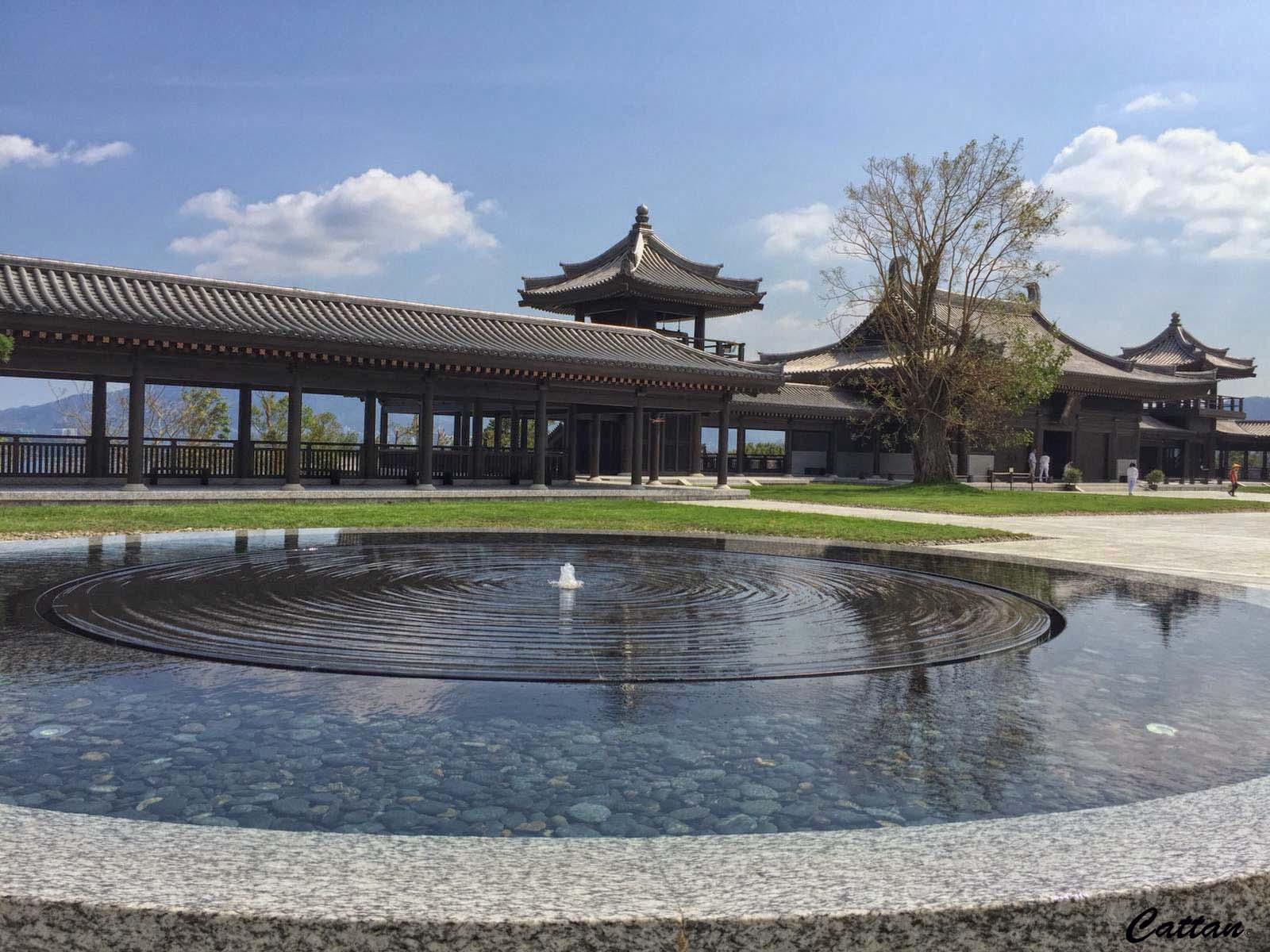
庭院內的洛迦池

慈山寺分三個區域，中間是寺殿、僧寮和觀音像則分別座落在兩旁。當中大雄寶殿的建築比例乃依從唐朝（中晚唐）佛寺，屋頂不高，尺度配合八仙嶺的高度。在大雄寶殿前，大庭院的青銅燈籠則參照了位於日本奈良的東大寺的作品。
慈山寺的設施包括：
- 一座76米高的戶外青銅、合金素白觀音聖像，為全球第二高，僅次於108米高的海南南山海上觀音聖像，坐北向南，與位於大嶼山的天壇大佛遙遙相對。此像的右手持智慧摩尼寶珠，左手持淨瓶，施灑淨水，讓信眾獲得清淨。
- 觀音像底蓮台內建有慈山寺佛教藝術博物館，於2019年5月開幕。[2]

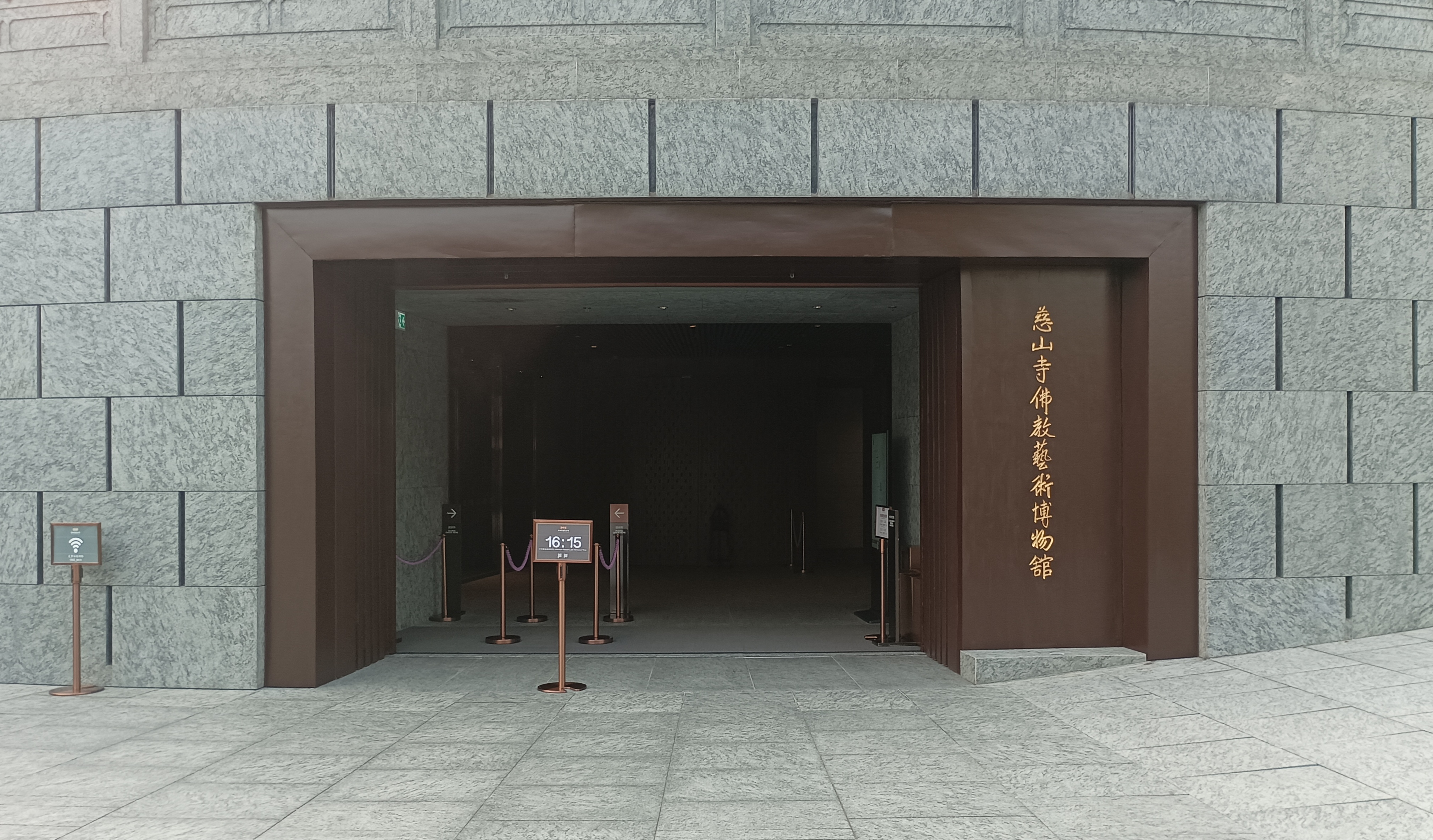
慈山寺佛教藝術博物館正門

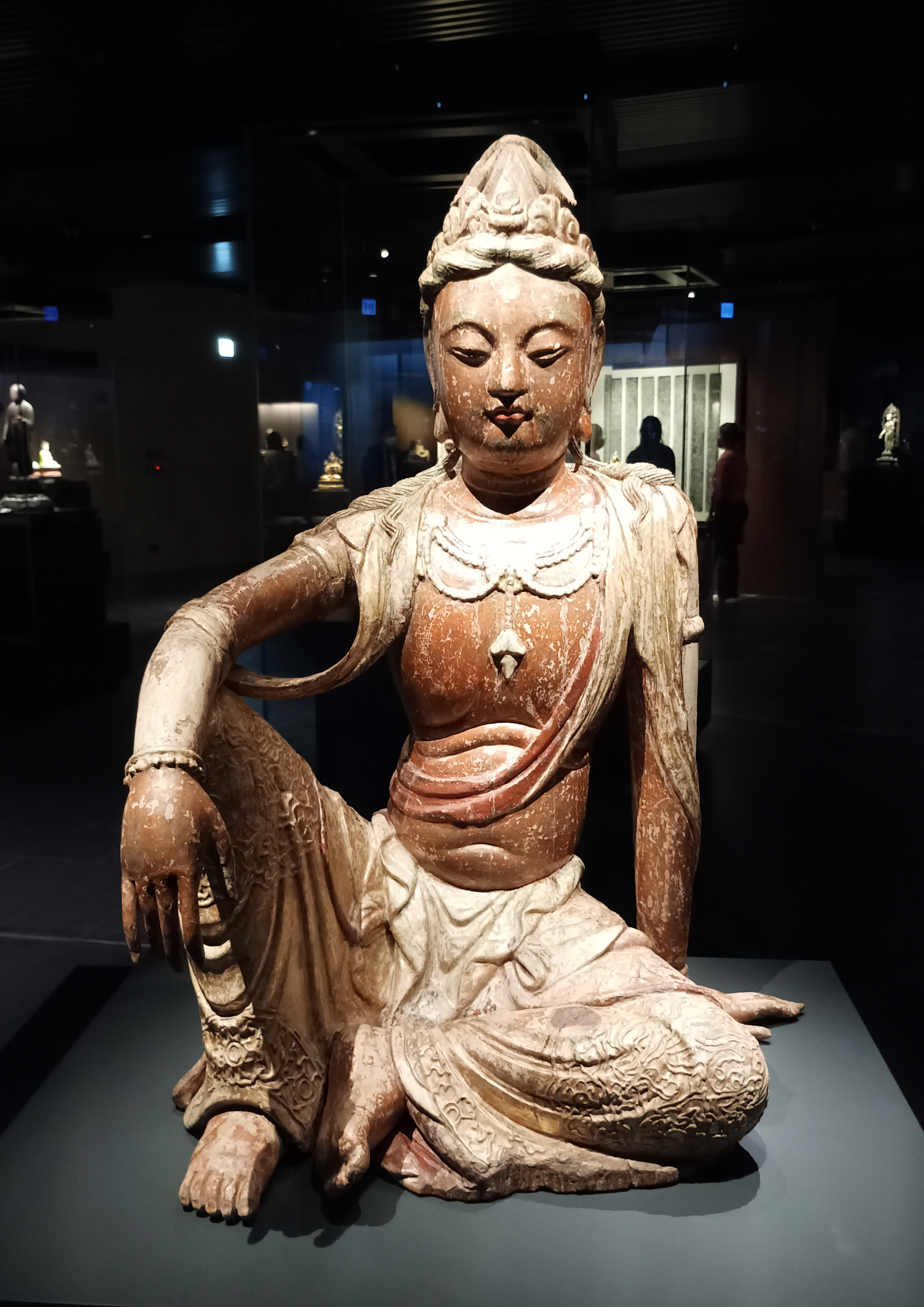
中國遼代觀音菩薩木雕坐像

- 一座佔地約1,027平方米，高18米的大雄寶殿，供奉有釋迦牟尼佛、藥師佛及阿彌陀佛，佛頂有金蓮花華蓋。佛像後的空間有大幅壁畫，取材自敦煌石窟，又擺放了國學大師饒宗頤手筆的《心經》。
- 一座佔地約333平方米的觀音殿。
- 三座佔地共約1,350平方米的僧寮，樓高兩層，一樓有5間房，全部設有獨立洗手間。[3]
- 110個私家車停泊位和13個旅遊巴士停泊位。

## 歷史
2003年12月，由香港佛教聯合會會長覺光法師擔任社長領導、長江實業主席李嘉誠擔任名譽顧問的香海正覺蓮社提出了發展慈山寺及修建觀音像的計劃。有關項目主要為了傳揚佛教，提供靜修環境為目的，並且保證不會作為骨灰龕或者發展成為旅遊項目。計劃曾經引起環境保護團體以及部份區內居民的關注，例如需要砍伐山林，並且擔心區內唯一出入的道路汀角路不能夠應付其落成後所增加的交通流量，惟經過覺光法師及工程設計人員在區議會及城市規劃委員會解說後，此計劃獲民政事務局及規劃署同意，於2006年6月獲得城市規劃委員會批准。2008年7月，香港政府以7,121萬港元撥地予正覺蓮社修築慈山寺及觀音像，土地有效期達50年。
2015年4月15日起，慈山寺接待首批400名透過網站預約的參觀者。

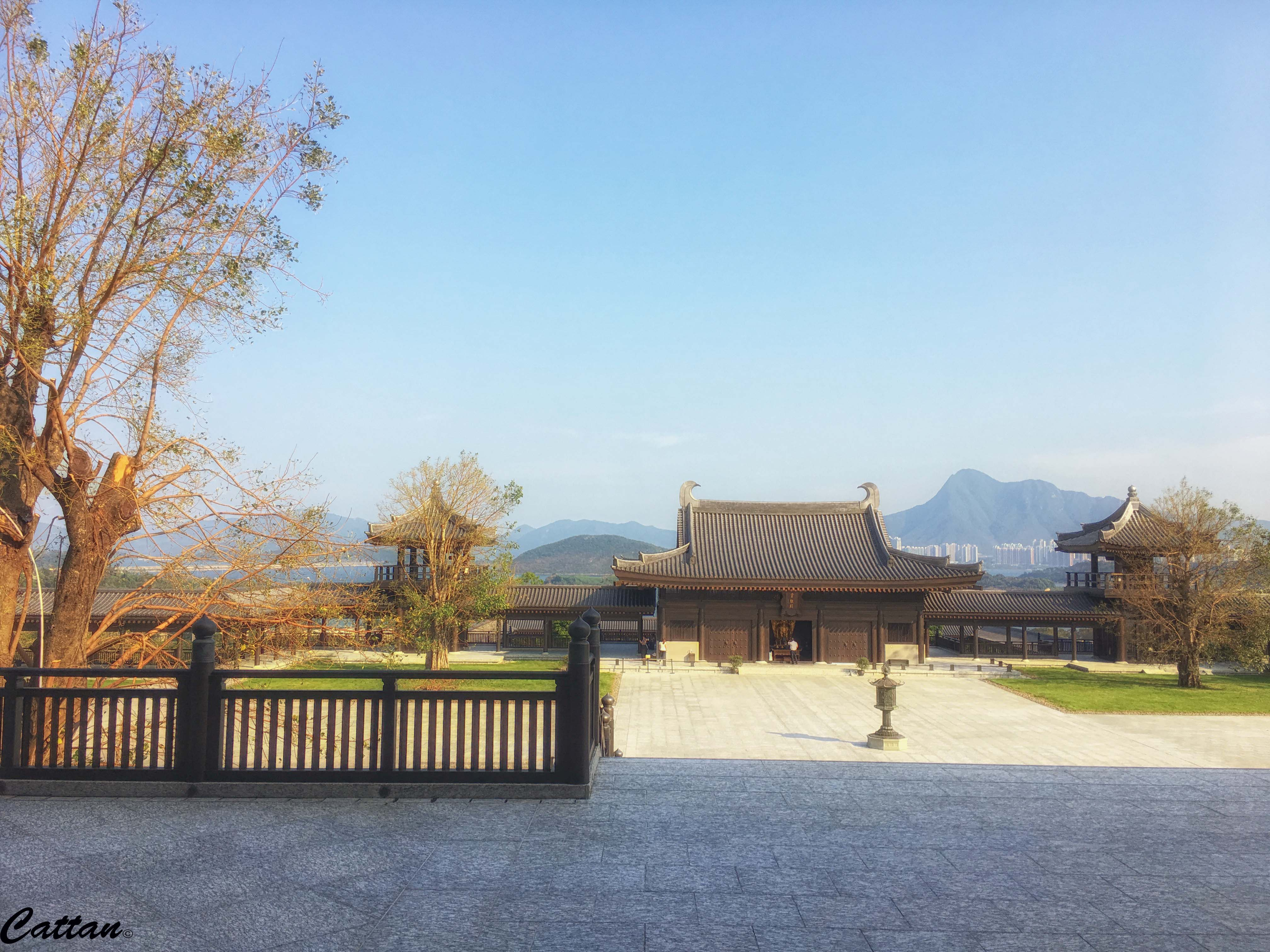
大庭院
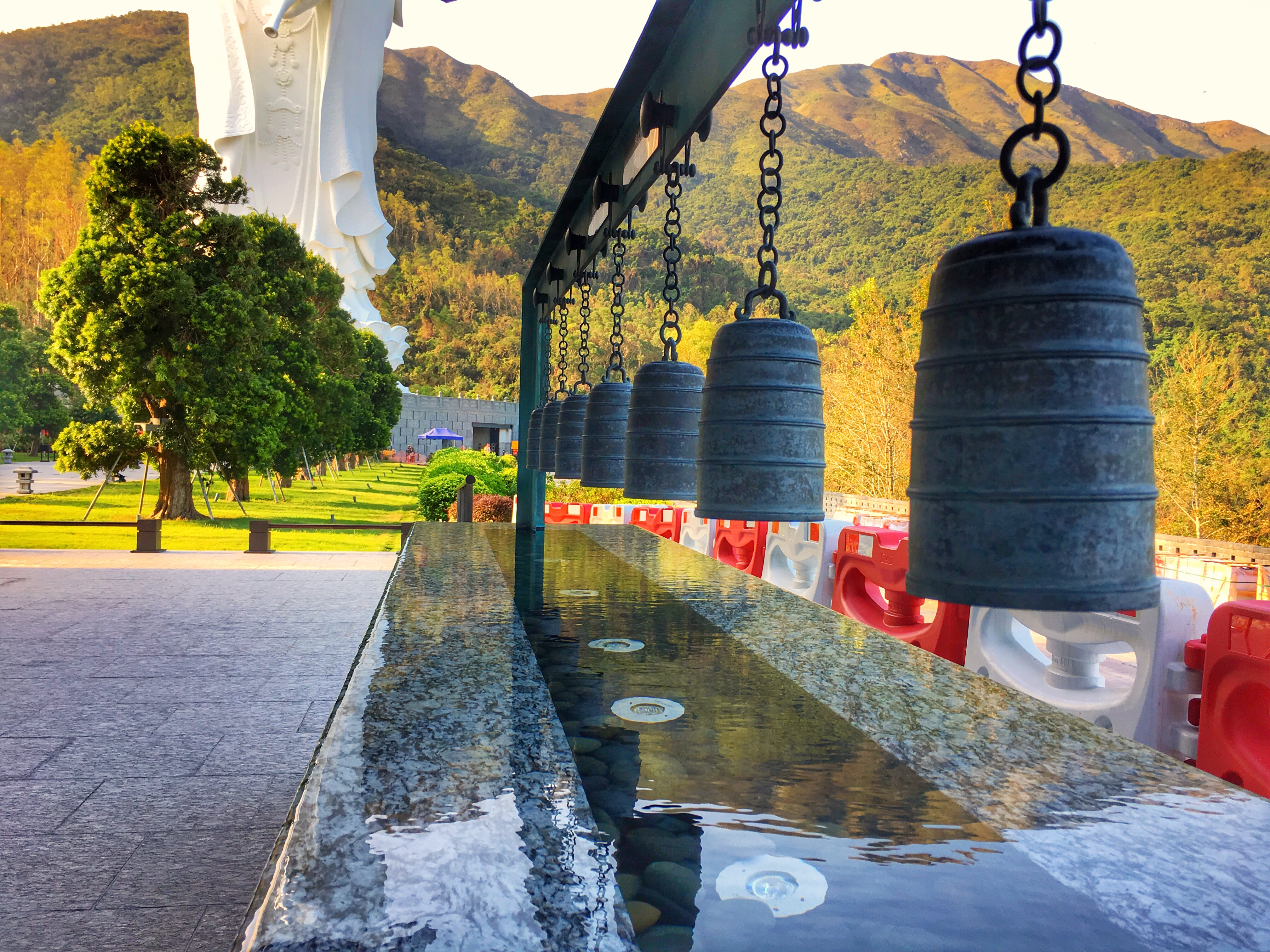
供水區
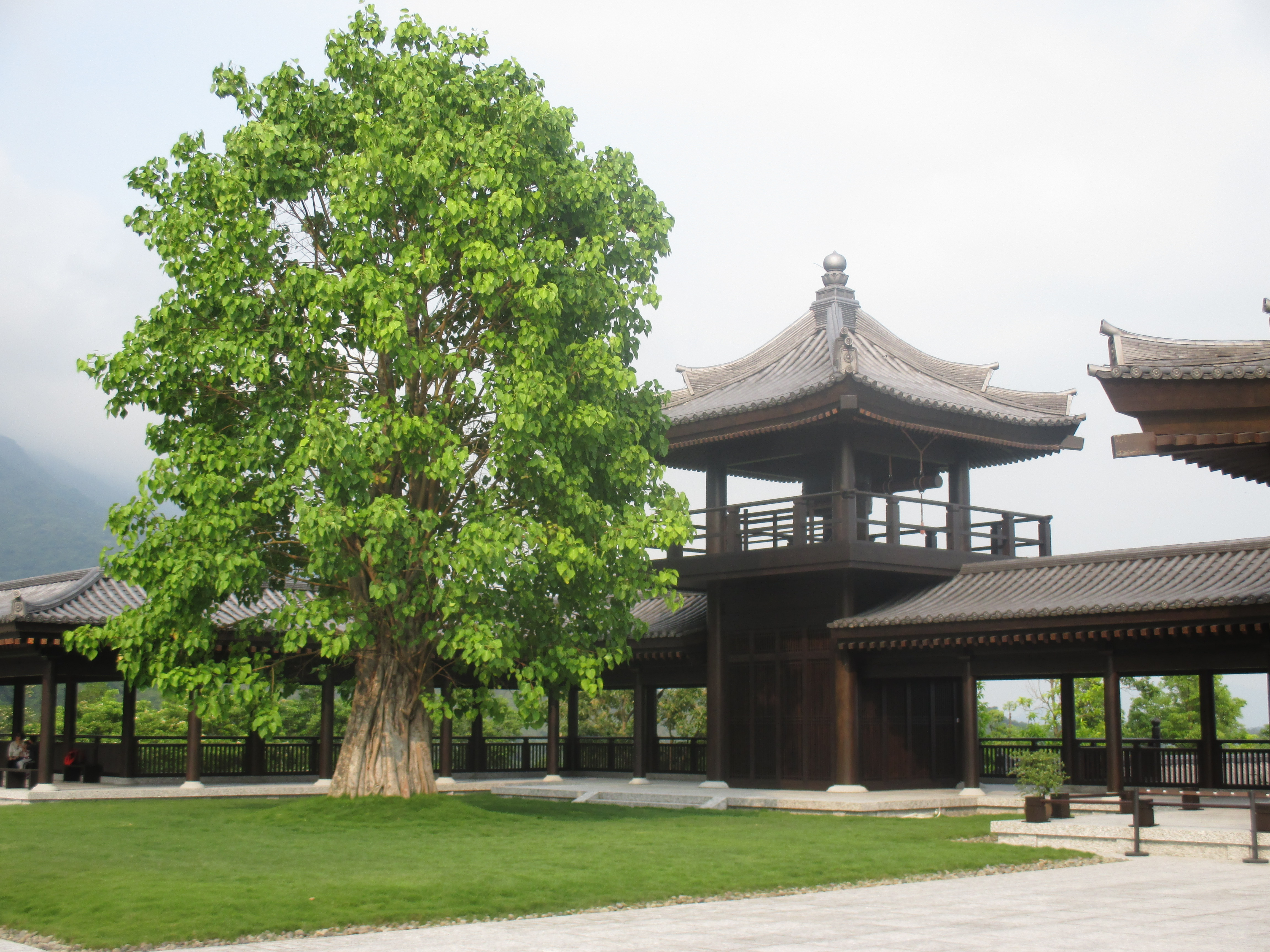
鐘樓

## 衣著要求
進入慈山寺需要穿著樸素、莊重的服裝，例如：有袖上衣、長褲、七分裙或七分褲，不可穿著背心、短褲（坐下時褲子須及膝）、短裙、透視或暴露的衣飾。如衣著不符合要求，可能會要求穿上袍衣才可以進入。

## 外部連結
- 慈山寺官方網址 （页面存档备份，存于）
- 慈山寺佛教藝術博物館官方網址